# Der Esel von Bethlehem
Der Esel von Bethlehem (Originaltitel The Small One, englisch für „Kleiner“), ursprünglich unter dem Titel Mein kleiner Esel veröffentlicht, ist ein US-amerikanischer Zeichentrick-Kurzfilm der Walt Disney Animation Studios. Er erschien 1978 gleichzeitig mit einer Neuveröffentlichung von Pinocchio in den Kinos, in Deutschland 1979 mit Das Dschungelbuch. Basierend auf dem gleichnamigen Kinderbuch von Charles Tazewell erzählt er eine Vorgeschichte des Esels, der Maria nach Bethlehem bringt. Er wurde von Don Bluth produziert und inszeniert, der Disney ein Jahr später verließ.

## Handlung
In Galiläa außerhalb von Nazareth leben ein Junge und sein Vater, die vier Esel besitzen. Der Junge ist besonders liebevoll zu dem Esel namens „Kleiner“, der mittlerweile alt und schwach ist, sodass er keine großen Lasten mehr tragen kann. Eines Tages sagt der Vater deshalb, dass Kleiner verkauft werden müsse, aber der Sohn bittet darum, ihn selbst zum Markt bringen zu dürfen, und verspricht dem Esel, einen neuen Besitzer zu finden, der sich freundlich und liebevoll um ihn kümmern werde.
Am Tor zum Markt weist ein römischer Soldat den Jungen zu dem Stand eines Handwerkers, der sich als Gerber herausstellt, worauf der Junge mit dem Esel flieht. Der Töpfer lehnt ab, weil er keinen Bedarf für einen Esel hat, der Bäcker würde für seine Frau lieber ein Pferd haben, und drei Händler, die sich die „Großen Drei“ nennen, schlagen dem Jungen schließlich vor, zur Versteigerung zu gehen. Der Auktionator, der Pferde versteigert, und das Publikum verspotten den Esel, worauf der Junge ihn damit verteidigt, er sei „gut genug, um im Stall eines Königs zu stehen.“ Als der Auktionator sich auf den Esel setzt, schlägt dieser aus und der Junge läuft mit ihm unter Gelächter aus der Stadt.
Als sie in der Nacht mit der Aussicht, dass der Esel wohl an den Gerber verkauft werden müsse, niedergeschlagen und müde an der Stadtmauer sitzen, kommt ein Mann, der „Kleiner“ kaufen will, damit er seine Frau nach Bethlehem trage. Während der Junge den Weggehenden nachschaut, erscheint ein Stern am Himmel.

## Musik
Der Film enthält drei Lieder:
- Small One von Don Bluth
- A Friendly Face von Richard Rich
- The Merchants Song von Don Bluth

Das Titellied Small One (englisch für „Kleiner“) ist eine schlafliedähnliche Ballade mit einer sanften, aber eindrucksvollen Melodie, die durch den gesamten Film wiederholt auftaucht; zuerst gesungen während des Vorspanns mit der Aussicht, dass der „Kleine“ belohnt werden wird. A Friendly Face („Ein freundliches Gesicht“) wird von der Figur des Jungen gesungen, dass ein guter Mann den Esel kaufen und sich um ihn kümmern solle, und berührt durch seine Unschuld. Auf dem Markt beginnt der Junge, Small One erneut anzusingen, während er versucht, Geschäftsleute für den Esel zu interessieren, wird dabei aber von den drei Händlern mit dem Merchants Song („Lied der Händler“) unterbrochen. Dieses ist ein „Slapstick-Lied über Gier,“ versehen mit Dialogen zwischen dem Jungen und potenziellen Käufern, die ihn ablehnen, während die drei Händler Geschäfte abschließen und Geld verdienen. Am Ende des Films, als der Esel mit Josef und Maria nach Bethlehem zieht, wird die Titelballade noch einmal von einem Chor aufgegriffen.
Bei späteren Veröffentlichungen auf DVD erfuhr der Merchants Song eine Änderung eines Verses darüber, wie die Händler bei ihren Geschäften stets erfolgreich sind, von „we simply cheat a little“ („wir betrügen einfach ein bisschen“) zu „we work a little harder“ („wir arbeiten etwas härter“).

## Hintergrund

### Generationenkonflikt bei Disney
In den frühen 1970er-Jahren befand sich Disneys Animations-Abteilung in einem Niedergang, weil mehrere der altgedienten Mitarbeiter gestorben oder in den Ruhestand gegangen waren, worauf Eric Larson von den Nine Old Men bestimmt wurde, neue Talente zu finden und auszubilden. Dazu gehörten auch Richard Rich und Don Bluth, der Disney zuvor 1956 verlassen hatte. Beide fielen dem CEO und Disneys Schwiegersohn Ron Miller auf und erreichten schnell höhere Positionen. 1977 arbeitete Bluth an Bernard und Bianca – Die Mäusepolizei und Elliot, das Schmunzelmonster als Animationsleiter, Rich an beiden als Regieassistent. Zugleich gab es unter Larson, Ken Anderson und Marc Davis ab 1975 ein Ausbildungsprogramm für neue Animatoren, die gerade die California Institute of the Arts (CalArts) abgeschlossen hatten und Disney-Künstler wurden. So war das Animationsstudio in der Dekade zwischen drei Gruppen – den Veteranen, den CalArts-Absolventen und den aufgestiegenen neuen „Bluth Boys“ – gespalten.

### Produktion

#### Vorgeschichte und Entwicklung
Die Erzählung des Kinderbuchs The Small One war in den Vereinigten Staaten bekannt, weil Bing Crosby sie 1947 auf einem Album für seine Radiosendung Philco Radio Time eingesprochen und auch in den folgenden Jahren an Weihnachten abgespielt hatte. 1960 kaufte Walt Disney die Rechte an dem Buch und die Geschichte wurde für Disneys Anthologie-Fernsehserie angekündigt, als sie unter dem Titel Walt Disney’s Wonderful World of Disney zu NBC wechselte, aber nicht produziert.
1973 wurde das Buch in der Studio-Bibliothek von Lehrling Pete Young wiederentdeckt. Nach einigen Verzögerungen begann die Produktion am Film 1977. Young sagte: „Was mir auffiel, war die Wärme der Geschichte. Die Beziehung zwischen dem Jungen und dem geknechteten Esel ist emotional sehr mitnehmend.“ Er entwickelte zuhause das Storyboard und legte sie dann Miller vor, der sie als gute Möglichkeit für einen Trainingsfilm genehmigte und den Storyboard-Veteranen Vance Gerry hinzuzog, um das Storyboard zu verfeinern. Miller nannte es eine „Geschichte mit Herz“. Larson begann als Projekt für seine neueren Lehrlinge, mit ihnen an dem Kurzfilm zu arbeiten und sich auf die Regie vorzubereiten.

#### Regie
Laut Autor John Cawley, der über Bluths Filme schrieb, sei ursprünglich Dick Sebast als Regisseur angekündigt worden, der 1973 zu Disney kam und als Storyboard-Künstler an Bernard und Bianca arbeitete, aber nach dessen Beendigung wurde die Verantwortung Bluth übertragen. Laut dem Animator Burny Mattinson, der an dem Projekt mitarbeitete, sei Larson davon ausgegangen, den Film zu inszenieren; das Team sei an einem Freitag nach Hause gegangen und habe am Montag festgestellt, dass ihre bisherige Arbeit verschwunden war, weil der Film über das Wochenende an Bluth gegeben worden war. Larson sei davon heftig verletzt gewesen und die Dinge für ihn nicht mehr wie früher, während er damit fortfuhr, neue Lehrlinge auszubilden. Bluth glaubte, dass Larson nicht besonders stark an dem Projekt beteiligt und es dafür gedacht gewesen sei, dass seine Animatoren zwischen zwei Spielfilmen eine Aufgabe hätten. [Gemeint sind Bernard und Bianca und Elliot, das Schmunzelmonster.] Animator Don Duckwall erzählte Larson, Bluth sei über das Wochenende selbst zu Miller gegangen und habe ihn überzeugt, dass er der bessere für das Projekt sei; Bluth wiederum behauptete, er sei ernannt worden, um an dem Kurzfilm zu arbeiten, und habe dadurch zwischen den Seiten gestanden.
Bluth beschrieb, wie nervös er war, nachdem Miller ihm den Film zugeteilt hatte, zum einen weil er sich fragte, ob er bereit sei als Regisseur, zum anderen weil ihn sowohl die Nine Old Men (besonders hob er Woolie Reitherman hervor) als auch die CalArts-Gruppe beobachten würden. Daher betrachtete er es als „Ballspiel, das [er] gewinnen musste.“ Er befand, die Erzählung habe „viel Herz und wenig Comedy“ und gab sich daher die Aufgabe, sie unterhaltsam zu machen. Entgegen seiner Hoffnungen teilte Reitherman ihm mit, dass es nicht genug Budget für Lieder gebe und dass die Crew aus Lehrlingen statt erfahrenen Talenten bestehen werde.

#### Animation und Musik
Bluth entwarf den gesamten Film und gab den Animatoren die erste und letzte Zeichnung jeder Szene. Es war die erste Produktion, die, abgesehen von dem ebenfalls beteiligten Veteranen Cliff Nordberg, exklusiv von der neuen Generation an Animatoren geschaffen wurde. Mehr als 1.500 Animatoren und technische Arbeiter waren beteiligt und fast 100.000 fertige Zeichnungen wurden benutzt.
Als Bluth den Film übernommen hatte, forderte er von den jungen Künstlern Animationsproben, damit sie ihr Talent bewiesen, in einem Memo: „Welche Emotion auch immer du wählst, sollte ehrlich dargestellt werden – ziele ab auf Aufrichtigkeit und Glaubwürdigkeit. Übertreib es nicht. Die Aufgabe ist nicht Sentimentalität, sondern Ehrlichkeit im Schauspiel.“
(Whichever emotion you select should be played honestly – go for sincerity or believability. Don’t camp or ham it up. The assignment is not for corn, but honesty in acting.) Dies führte zu Widerstand und feindseliger Haltung der CalArts-Absolventen wie Brad Bird und Bill Kroyer.
Für mehr Realismus setzte Bluth auch extensiv Rotoskopie ein; so basiert etwa der Vater auf Aufnahmen des Spezialeffekt-Künstlers Dorse Lanpher. Das sehr straffe Budget führte wiederum dazu, dass das Aussehen des Jungen stark an Mogli aus dem Dschungelbuch angelehnt wurde. Gesprochen wurde der Junge von Sean Marshall, der ein Jahr zuvor durch seine Darstellung der Hauptfigur in Elliot, das Schmunzelmonster weltbekannt geworden war.
Die Filmmusik komponierte Robert F. Brunner, der seit den späten 1960er-Jahren für Disney arbeitete. Zwei der drei Lieder des Films, das religiöse „Small One“ und den „Merchants’ Song“ schrieb Bluth, das dritte, „A Friendly Face“, Rich. Bluth sagte zu seinen Liedern, sie seien nahe an dem, was er glaube. Es handle sich um eine Theologie, der er sich anschließe. Das erste Mal seit Dornröschen von 1959 wurde wieder ein choraler Sound ausgiebig eingesetzt, mit einem Chor aus zwölf Stimmen und einem Orchester aus 42 Teilen.

### Nachwirkung für Bluth
Bei einem Screening in den Studios unter anderem mit Reitherman zeigte dieser sich im Anschluss enttäuscht von Bluth. Er habe mehr erwartet und der Film sei wenig unterhaltsam gewesen. Obwohl Bluth schmerzte, dass dies stimmte, empfand er Erleichterung, dass er, statt wieder Regie zu führen, zur Arbeit als Animator zurückkehren könne. Nach The Small One stieg die Unzufriedenheit von Bluths Gruppe mit der CalArts-Gruppe 1979 während der Arbeit an Cap und Capper über die Maßen, sodass er im September 1979 Disney verließ und vierzehn Animatoren und Assistenten mitnahm, um sein eigenes Studio zu gründen. Diese Gruppe forderte, dass ihre Namen von Cap und Capper entfernt wurden, wodurch The Small One die letzte offiziell gelistete Arbeit für Disney ist.

## Veröffentlichung

### Amerikanische Veröffentlichung und Ausstrahlung
Der Kurzfilm erschien in den Kinos zusammen mit einer Neuveröffentlichung von Pinocchio am 16. Dezember 1978 und lief danach nur sporadisch beim Disney Channel. Führungskräfte des Studios sahen ihn als wahrscheinlichen Kandidaten dafür, jedes Jahr zur Feiertagssaison im Fernsehen wiederholt zu werden – was sich nicht erfüllte.

### Heimkinoveröffentlichung
Auf Video wurde der Film 1985 veröffentlicht, zuletzt 1994.
Auf DVD erschien er zusammen mit den Weihnachtskurzfilmen Mickys Weihnachtserzählung und Micky und Pluto feiern Weihnachten 2005 auf der Disc Walt Disney’s Classic Cartoon Favorites: Volume 9: Classic Holiday Stories und 2009 auf Walt Disney Animation Collection: Classic Short Films: Volume 7: Mickey’s Christmas Carol, die auch Die Werkstatt vom Weihnachtsmann enthält.

### Veröffentlichung und Synchronisation in Deutschland
In Deutschland erschien der Film ursprünglich unter dem Titel Mein kleiner Esel ein Jahr später am 14. Dezember 1979 mit einer Wiederveröffentlichung vom Dschungelbuch in den Kinos, wobei der Esel im Film und Titellied „Däumling“ genannt wurde, und wurde in dieser Fassung auf der VHS von Micky und Pluto feiern Weihnachten  mitveröffentlicht. Für eine zweite Videoveröffentlichung mit einer neuen Synchronisation wurde der Film Der Esel von Bethlehem und der Esel „Kleiner“ genannt. Diese Fassung erschien auch auf den oben genannten DVDs.
| Rolle   | Deutscher Sprecher                  | Deutscher Sprecher    |
| Rolle   | Originalfassung (1979) Simoton Film | Neufassung (1993) FFS |
| ------- | ----------------------------------- | --------------------- |
| Junge   | Frank Schaff                        | Manuel Straube        |
| Vater   | Michael Chevalier                   | Reinhard Brock        |
| Wächter | Jochen Schröder                     | Thomas Rau            |
| Gerber  | Joachim Cadenbach                   | Norbert Gastell       |
| Händler | Arnold Marquis                      | Donald Arthur         |
| Josef   | Claus Jurichs                       | Christoph Jablonka    |

## Einordnungen

### Christliches Thema
The Small One ist einer der seltenen religiös orientierten Animationsfilme Disneys – andere sind beispielsweise die finalen Segmente in Fantasia und Johnny Appleseed in Musik, Tanz und Rhythmus – und davon der am stärksten ausdrücklich christliche. „Kleiner“ ist der Esel, der Maria nach Bethlehem bringt, und Josef tritt als Figur auf. Doch weder sie noch Jesus werden mit Namen genannt. Bluth sagte dazu: „Wir brauchten den Namen nicht zu nennen – es ist offensichtlich.“ Dafür enthält der Film einen der wenigen Fälle, in dem eine animierte Disneyfigur das Wort „Gott“ singt oder sagt. So heißt es in dem Lied zu Beginn während der Titelsequenz, dass den Esel ein Freund erwarte, der ihn brauche, und Gott es so geplant habe. Am Ende, während Josef und Maria mit dem Esel abziehen, erscheint ein Stern am Himmel, dessen Strahlen ein großes Kreuz bilden. Bluth befindet, man fühle sich gut darüber, wo der Esel nach der Handlung hingeht. Autor John Cawley schrieb, es sei „mehr als bloßes Glück, dass Josef rechtzeitig kommt, um den Esel vor dem Messer des Gerbers zu retten. Es ist ein unablässiger Glaube, dass das Richtige alle Hindernisse überwindet.“
John Culhane von der New York University kritisierte die ausdrücklich religiöse Ausrichtung: „Es ist keine Disney-Geschichte. Disney geht es nicht darum, jemanden zu sagen, wer Gott ist oder dass Gott Christ oder Jude oder Muslim oder Hindu oder Buddhist sei. Er erzählte nicht solche Art von Geschichten – das ist ausschließend.“

### Bluths Stil
Des Weiteren befanden Kritiker den Film mehr für einen Bluth-Film als für einen Disney-Film. Durch die Beteiligung zweier Gruppen, der jüngeren Crew unter Bluth und erfahreneren Mitgliedern als Assistenten, gebe es einen Stilmix: der Beginn beim Jungen zuhause werde eher locker behandelt, der mittlere Teil auf dem Markt sei im Allgemeinen Slapstick, das Finale eine Kombination aus Horror und Verzweiflung einerseits, Hoffnung und einer positiven Auflösung andererseits.
Dabei seien Elemente sichtbar, die in Bluths späteren Filmen Standard wurden: zum einen die berührende Beziehung zwischen dem Jungen und dem Esel, die mehr Familie als Freunde sind. „Bluth mag es oft zu zeigen, dass seine Freunde fest und warm zueinander stehen. [Sie] sind die Art Freunde, die sich selbst füreinander opfern würden.“ Ein weiteres Element ist das wiederholte Auftreten von Horror und einer dunklen Seite. Das Geschäft des Gerbers wird als Haus des Horrors mit dunklen Schatten und Tierkadavern dargestellt. Dies wird schließlich dadurch aufgewogen, dass die Handlung durch schiere Hoffnung und inneres Verlangen aufgelöst wird.